# Оливейра, Симона де
Симо́на де Масе́ду-и-Оливе́йра (порт. Simone de Macedo e Oliveira; род. 11 февраля 1938, Лиссабон) — португальская певица, актриса и телеведущая.

## Биография
Родилась в семье выходца из Сан-Томе и Принсипи и бельгийки. Начала свою карьеру в 1958 году, вскоре став одной из самых популярных певиц страны. Представляла Португалию на конкурсах песни «Евровидение» 1965 года с песней «Sol de inverno» (13-е место) и 1969 года с песней «Desfolhada Portuguesa». Последняя песня с изменёнными словами стала одним из гимнов борьбы против диктатуры Салазара. В 1977 году выступила на юбилее Елизаветы II.

## Дискография
- A Voz E Os Êxitos (EP, 1968)
- Simone (LP, 1978)
- Antologia da Música Portuguesa (LP, 1981)
- Ao Vivo No Hotel Altis (LP, 1981)
- Simone (LP, 1981)
- Simone — Mulher, Guitarra (LP, 1984)
- Algumas Canções do Meu Caminho (2CD, 1992)
- Simone Me Confesso (2CD, 1997)
- Intimidades (CD, 2004)
- Intimidades (DVD, 2004)
- Perfil (2CD, 2008)

## Фильмография
- Canção da saudade (1964)
- Operação diamante (1967)
- Cântico final (1976)
- A estrangeira (1983)